# Poldowski
Poldowski – pseudonim brytyjskiej kompozytorki i pianistki Régine Wieniawski (ur. 16 maja 1879, zm. 28 stycznia 1932 w Londynie), córki polskiego skrzypka i kompozytora Henryka Wieniawskiego. Niektóre z jej wczesnych prac zostały opublikowane pod nazwiskiem Irène Wieniawska. Żona sir Aubreya Deana Paula, 5 baroneta (1869-1961). Jej nazwisko pojawia się w wielu formach:
- Régine Wieniawski
- Irène Wieniawska
- Irene Regina Wieniawski or Wieniawska
- Lady Dean Paul
- Lady Irene Dean Paul
- Lady Irene Poldowski Paul
- (Madame) Poldowski, Poldowsky or Poldowska.

## Biografia

### Rodzina
Régine Wieniawski urodziła się 16 maja 1879 roku w mieście Ixelles w Brukseli, gdzie jej ojciec, polski skrzypek i kompozytor, Henryk Wieniawski, osiadł podczas pracy w konserwatorium w Brukseli. Jej matka, Angielka, Isabelle Bessie-Hampton, była siostrzenicą irlandzkiego pianisty i kompozytora George’a A. Osborne’a (uczył się pod kierunkiem Johanna Petera Pixisa, François-Josepha Fétisa i Fryderyka Kalkbrennera; był bliskim przyjacielem Fryderyka Chopina i Berlioza) i członkiem Londyńskiej rodziny powiązanej z  Rossinim, Meyerbeerem, Jenny Lind, Michaelem Williamem Balfe i Antonem Rubinsteinem. Otrzymała imię Régine na cześć babki, matki Henryka Wieniawskiego Reginy Wolf, córki warszawskiego lekarza i siostry zamieszkałego w Paryżu pianisty i kompozytora Edwarda Wolffa.
Czasami można się spotkać się z informacją, że Régine urodziła się kilka tygodni po śmierci ojca. Prawdopodobnie błąd ten spowodowały niektóre wczesne źródła, które podają, że urodziła się w maju 1880 roku, a nie w maju 1879 roku (jej ojciec zmarł 31 marca 1880 r. w Moskwie, podczas trasy koncertowej, kiedy Irene miała zaledwie dziesięć miesięcy).
|  |  |  |  |                  |                  |                  |                  | Eleonora Oesterreicher | Eleonora Oesterreicher | Eleonora Oesterreicher | Eleonora Oesterreicher | Eleonora Oesterreicher  | Eleonora Oesterreicher  |                         |                         | Józef Wolff             | Józef Wolff             | Józef Wolff       | Józef Wolff       | Józef Wolff       | Józef Wolff       |                   |                   | Herszek Mayer Helman | Herszek Mayer Helman | Herszek Mayer Helman | Herszek Mayer Helman | Herszek Mayer Helman | Herszek Mayer Helman |                    |                    | Gitla Aronowicz Kielmanowicz | Gitla Aronowicz Kielmanowicz | Gitla Aronowicz Kielmanowicz | Gitla Aronowicz Kielmanowicz | Gitla Aronowicz Kielmanowicz | Gitla Aronowicz Kielmanowicz |                   |                   |                   |                   |                   |                   |  |  |                         |                         |                         |                         |                         |                         |  |  |  |  |  |  |  |  |  |  |  |  |  |  |  |  |  |  |  |  |  |  |  |  |  |  |  |  |  |  |  |  |  |  |
|  |  |  |  |                  |                  |                  |                  | Eleonora Oesterreicher | Eleonora Oesterreicher | Eleonora Oesterreicher | Eleonora Oesterreicher | Eleonora Oesterreicher  | Eleonora Oesterreicher  |                         |                         | Józef Wolff             | Józef Wolff             | Józef Wolff       | Józef Wolff       | Józef Wolff       | Józef Wolff       |                   |                   | Herszek Mayer Helman | Herszek Mayer Helman | Herszek Mayer Helman | Herszek Mayer Helman | Herszek Mayer Helman | Herszek Mayer Helman |                    |                    | Gitla Aronowicz Kielmanowicz | Gitla Aronowicz Kielmanowicz | Gitla Aronowicz Kielmanowicz | Gitla Aronowicz Kielmanowicz | Gitla Aronowicz Kielmanowicz | Gitla Aronowicz Kielmanowicz |                   |                   |                   |                   |                   |                   |  |  |                         |                         |                         |                         |                         |                         |  |  |  |  |  |  |  |  |  |  |  |  |  |  |  |  |  |  |  |  |  |  |  |  |  |  |  |  |  |  |  |  |  |  |
|  |  |  |  |                  |                  |                  |                  |                        |                        |                        |                        |                         |                         |                         |                         |                         |                         |                   |                   |                   |                   |                   |                   |                      |                      |                      |                      |                      |                      |                    |                    |                              |                              |                              |                              |                              |                              |                   |                   |                   |                   |                   |                   |  |  |                         |                         |                         |                         |                         |                         |  |  |  |  |  |  |  |  |  |  |  |  |  |  |  |  |  |  |  |  |  |  |  |  |  |  |  |  |  |  |  |  |  |  |
|  |  |  |  |                  |                  |                  |                  |                        |                        |                        |                        |                         |                         |                         |                         |                         |                         |                   |                   |                   |                   |                   |                   |                      |                      |                      |                      |                      |                      |                    |                    |                              |                              |                              |                              |                              |                              |                   |                   |                   |                   |                   |                   |  |  |                         |                         |                         |                         |                         |                         |  |  |  |  |  |  |  |  |  |  |  |  |  |  |  |  |  |  |  |  |  |  |  |  |  |  |  |  |  |  |  |  |  |  |
|  |  |  |  |                  |                  |                  |                  |                        |                        | Edward Wolff           | Edward Wolff           | Edward Wolff            | Edward Wolff            | Edward Wolff            | Edward Wolff            |                         |                         | Regina Wolff      | Regina Wolff      | Regina Wolff      | Regina Wolff      | Regina Wolff      | Regina Wolff      |                      |                      |                      |                      | Tadeusz Wieniawski   | Tadeusz Wieniawski   | Tadeusz Wieniawski | Tadeusz Wieniawski | Tadeusz Wieniawski           | Tadeusz Wieniawski           |                              |                              |                              |                              |                   |                   |                   |                   |                   |                   |  |  |                         |                         |                         |                         |                         |                         |  |  |  |  |  |  |  |  |  |  |  |  |  |  |  |  |  |  |  |  |  |  |  |  |  |  |  |  |  |  |  |  |  |  |
|  |  |  |  |                  |                  |                  |                  |                        |                        | Edward Wolff           | Edward Wolff           | Edward Wolff            | Edward Wolff            | Edward Wolff            | Edward Wolff            |                         |                         | Regina Wolff      | Regina Wolff      | Regina Wolff      | Regina Wolff      | Regina Wolff      | Regina Wolff      |                      |                      |                      |                      | Tadeusz Wieniawski   | Tadeusz Wieniawski   | Tadeusz Wieniawski | Tadeusz Wieniawski | Tadeusz Wieniawski           | Tadeusz Wieniawski           |                              |                              |                              |                              |                   |                   |                   |                   |                   |                   |  |  |                         |                         |                         |                         |                         |                         |  |  |  |  |  |  |  |  |  |  |  |  |  |  |  |  |  |  |  |  |  |  |  |  |  |  |  |  |  |  |  |  |  |  |
|  |  |  |  |                  |                  |                  |                  |                        |                        |                        |                        |                         |                         |                         |                         |                         |                         |                   |                   |                   |                   |                   |                   |                      |                      |                      |                      |                      |                      |                    |                    |                              |                              |                              |                              |                              |                              |                   |                   |                   |                   |                   |                   |  |  |                         |                         |                         |                         |                         |                         |  |  |  |  |  |  |  |  |  |  |  |  |  |  |  |  |  |  |  |  |  |  |  |  |  |  |  |  |  |  |  |  |  |  |
|  |  |  |  |                  |                  |                  |                  |                        |                        |                        |                        |                         |                         |                         |                         |                         |                         |                   |                   |                   |                   |                   |                   |                      |                      |                      |                      |                      |                      |                    |                    |                              |                              |                              |                              |                              |                              |                   |                   |                   |                   |                   |                   |  |  |                         |                         |                         |                         |                         |                         |  |  |  |  |  |  |  |  |  |  |  |  |  |  |  |  |  |  |  |  |  |  |  |  |  |  |  |  |  |  |  |  |  |  |
|  |  |  |  | Józef Wieniawski | Józef Wieniawski | Józef Wieniawski | Józef Wieniawski | Józef Wieniawski       | Józef Wieniawski       |                        |                        | Isabelle Bessie-Hampton | Isabelle Bessie-Hampton | Isabelle Bessie-Hampton | Isabelle Bessie-Hampton | Isabelle Bessie-Hampton | Isabelle Bessie-Hampton |                   |                   |                   |                   | Henryk Wieniawski | Henryk Wieniawski | Henryk Wieniawski    | Henryk Wieniawski    | Henryk Wieniawski    | Henryk Wieniawski    |                      |                      | Julian Wieniawski  | Julian Wieniawski  | Julian Wieniawski            | Julian Wieniawski            | Julian Wieniawski            | Julian Wieniawski            |                              |                              | Konrad Wieniawski | Konrad Wieniawski | Konrad Wieniawski | Konrad Wieniawski | Konrad Wieniawski | Konrad Wieniawski |  |  | Aleksander Wieniawski   | Aleksander Wieniawski   | Aleksander Wieniawski   | Aleksander Wieniawski   | Aleksander Wieniawski   | Aleksander Wieniawski   |  |  |  |  |  |  |  |  |  |  |  |  |  |  |  |  |  |  |  |  |  |  |  |  |  |  |  |  |  |  |  |  |  |  |
|  |  |  |  | Józef Wieniawski | Józef Wieniawski | Józef Wieniawski | Józef Wieniawski | Józef Wieniawski       | Józef Wieniawski       |                        |                        | Isabelle Bessie-Hampton | Isabelle Bessie-Hampton | Isabelle Bessie-Hampton | Isabelle Bessie-Hampton | Isabelle Bessie-Hampton | Isabelle Bessie-Hampton |                   |                   |                   |                   | Henryk Wieniawski | Henryk Wieniawski | Henryk Wieniawski    | Henryk Wieniawski    | Henryk Wieniawski    | Henryk Wieniawski    |                      |                      | Julian Wieniawski  | Julian Wieniawski  | Julian Wieniawski            | Julian Wieniawski            | Julian Wieniawski            | Julian Wieniawski            |                              |                              | Konrad Wieniawski | Konrad Wieniawski | Konrad Wieniawski | Konrad Wieniawski | Konrad Wieniawski | Konrad Wieniawski |  |  | Aleksander Wieniawski   | Aleksander Wieniawski   | Aleksander Wieniawski   | Aleksander Wieniawski   | Aleksander Wieniawski   | Aleksander Wieniawski   |  |  |  |  |  |  |  |  |  |  |  |  |  |  |  |  |  |  |  |  |  |  |  |  |  |  |  |  |  |  |  |  |  |  |
|  |  |  |  |                  |                  |                  |                  |                        |                        |                        |                        |                         |                         |                         |                         |                         |                         |                   |                   |                   |                   |                   |                   |                      |                      |                      |                      |                      |                      |                    |                    |                              |                              |                              |                              |                              |                              |                   |                   |                   |                   |                   |                   |  |  |                         |                         |                         |                         |                         |                         |  |  |  |  |  |  |  |  |  |  |  |  |  |  |  |  |  |  |  |  |  |  |  |  |  |  |  |  |  |  |  |  |  |  |
|  |  |  |  |                  |                  |                  |                  |                        |                        |                        |                        |                         |                         |                         |                         |                         |                         |                   |                   |                   |                   |                   |                   |                      |                      |                      |                      |                      |                      |                    |                    |                              |                              |                              |                              |                              |                              |                   |                   |                   |                   |                   |                   |  |  |                         |                         |                         |                         |                         |                         |  |  |  |  |  |  |  |  |  |  |  |  |  |  |  |  |  |  |  |  |  |  |  |  |  |  |  |  |  |  |  |  |  |  |
|  |  |  |  |                  |                  |                  |                  |                        |                        |                        |                        |                         |                         |                         |                         | Régine Wieniawski       | Régine Wieniawski       | Régine Wieniawski | Régine Wieniawski | Régine Wieniawski | Régine Wieniawski |                   |                   | Antoni Wieniawski    | Antoni Wieniawski    | Antoni Wieniawski    | Antoni Wieniawski    | Antoni Wieniawski    | Antoni Wieniawski    |                    |                    | Maria Pia Ejsmond            | Maria Pia Ejsmond            | Maria Pia Ejsmond            | Maria Pia Ejsmond            | Maria Pia Ejsmond            | Maria Pia Ejsmond            |                   |                   |                   |                   |                   |                   |  |  | Adam Tadeusz Wieniawski | Adam Tadeusz Wieniawski | Adam Tadeusz Wieniawski | Adam Tadeusz Wieniawski | Adam Tadeusz Wieniawski | Adam Tadeusz Wieniawski |  |  |  |  |  |  |  |  |  |  |  |  |  |  |  |  |  |  |  |  |  |  |  |  |  |  |  |  |  |  |  |  |  |  |
|  |  |  |  |                  |                  |                  |                  |                        |                        |                        |                        |                         |                         |                         |                         | Régine Wieniawski       | Régine Wieniawski       | Régine Wieniawski | Régine Wieniawski | Régine Wieniawski | Régine Wieniawski |                   |                   | Antoni Wieniawski    | Antoni Wieniawski    | Antoni Wieniawski    | Antoni Wieniawski    | Antoni Wieniawski    | Antoni Wieniawski    |                    |                    | Maria Pia Ejsmond            | Maria Pia Ejsmond            | Maria Pia Ejsmond            | Maria Pia Ejsmond            | Maria Pia Ejsmond            | Maria Pia Ejsmond            |                   |                   |                   |                   |                   |                   |  |  | Adam Tadeusz Wieniawski | Adam Tadeusz Wieniawski | Adam Tadeusz Wieniawski | Adam Tadeusz Wieniawski | Adam Tadeusz Wieniawski | Adam Tadeusz Wieniawski |  |  |  |  |  |  |  |  |  |  |  |  |  |  |  |  |  |  |  |  |  |  |  |  |  |  |  |  |  |  |  |  |  |  |
|  |  |  |  |                  |                  |                  |                  |                        |                        |                        |                        |                         |                         |                         |                         |                         |                         |                   |                   |                   |                   |                   |                   |                      |                      |                      |                      |                      |                      |                    |                    |                              |                              |                              |                              |                              |                              |                   |                   |                   |                   |                   |                   |  |  |                         |                         |                         |                         |                         |                         |  |  |  |  |  |  |  |  |  |  |  |  |  |  |  |  |  |  |  |  |  |  |  |  |  |  |  |  |  |  |  |  |  |  |
|  |  |  |  |                  |                  |                  |                  |                        |                        |                        |                        |                         |                         |                         |                         |                         |                         |                   |                   |                   |                   |                   |                   |                      |                      |                      |                      | Stanisław Ejsmond    | Stanisław Ejsmond    | Stanisław Ejsmond  | Stanisław Ejsmond  | Stanisław Ejsmond            | Stanisław Ejsmond            |                              |                              | Julian Ejsmond               | Julian Ejsmond               | Julian Ejsmond    | Julian Ejsmond    | Julian Ejsmond    | Julian Ejsmond    |                   |                   |  |  |                         |                         |                         |                         |                         |                         |  |  |  |  |  |  |  |  |  |  |  |  |  |  |  |  |  |  |  |  |  |  |  |  |  |  |  |  |  |  |  |  |  |  |

### Kariera
Informacje na temat jej wykształcenia muzycznego zawierają wiele niewiadomych. Początkowo uczyła się gry na fortepianie u Miss Ellis. Powiedziała swoim biografom, że wstąpiła do konserwatorium brukselskiego w wieku 12 lat, gdzie uczyła się gry na fortepianie u Pierre’a Storcka i kompozycji u François-Auguste’a-Gevaerta. Później kontynuowała naukę w Londynie u Michaela Hambourga i Percy’ego Pitta. Po ślubie pojechała do Paryża, by uczyć się u André Gedalge’a, a po śmierci pierwszego dziecka uczyła się u Vincenta d’Indy’ego w Schola Cantorum de Paris. Jej nazwisko nie figuruje jednak w żadnych dokumentach konserwatorium brukselskiego.
W 1887 roku, w wieku ośmiu lat, została przedstawiona i zaprzyjaźniła się z Nellie Melbą, a następnie zadebiutował w La Monnaie. W 1893 roku, w wieku 14 lat, publicznie wykonała kilka swoich własnych utworów. Była sąsiadką Octave Mausa, jej pieśni Cortège i Cythère były poświęcone Mausowi i jego żonie Madeleine.
W roku 1896 Régine Wieniawski i jej matka przeniosły się do Londynu. Tam opublikowała kilka wczesnych dzieł pod nazwiskiem Irène Wieniawska. w 1901 roku wyszła za mąż za potomka 1. księcia Marlborough, sir Aubreya Edwarda Henry’go Dean Paula, 5 baroneta (19 października 1869 – 16 stycznia 1961 roku), którego przestawiła jej Nelly Melba. W ten sposób została Lady Dean Paul i otrzymała obywatelstwo brytyjskie. Nadal publikowała dzieła jako „Irène Wieniawska”. Z mężem miała troje dzieci:
- Aubreya Donalda Fitzwarrena Severina Deana Paula (1902-1904)
- Sir Briana Kennetha „Nappera” Deana Paula, 6 baroneta (1904-1972)[9] – artystę amatora, muralistę, opiumistę. Jego portret namalował Lucian Freud[10].
- Brendę Irene Isabelle Dean Paul (1907-1959) – znaną aktorkę kina niemego, stałą bywalczynię wraz ze swym bratem Koktajlów z Elvirą w londyńskim nocnym klubie Gargoyle, heroinistkę. aresztowaną pod zarzutem przechowywania narkotyków. Przebywała w więzieniu Holloway. Zmarła z przedawkowania narkotyków w swoim mieszkaniu. Przypuszcza się, że ona i jej matka były lesbijkami i że Poldowski była również uzależniona od morfiny)[11][12] członkinię bohemy artystycznej Bright White People[13][14].

Wczesna śmierć pierworodnego syna załamała Lady Dean Paul i ostatecznie doprowadziła do rozpadu jej małżeństwa. Zainspirowało również powstanie trzech utworów: pieśni Soir, Berceuse d’Armorique i Berceuse pour l’enfant mourant na skrzypce i fortepian (Kołysanki dla umierającego dziecka).
Następnie przyjęła pseudonim Poldowski. W marcu 1911 roku wróciła do Brukseli, by wziąć udział w serii koncertów w „La Libre Esthétique”, którą organizował jej dawny przyjaciel Octave Maus. Charles Van den Borren chwalił jej dzieła jako „szczególne ze względu na rzadko spotykaną oryginalność, świadczące o indywidualnej osobowości”.
Angielski tenor Gervase Elwes zaprezentował jej pieśni do słów Paula Verlaine’a na angielskiej scenie w 1912 roku, w Queen's Hall. Pieśni te były wówczas bardzo modne w Paryżu, a ich prezentacja wywarła ogromne wrażenie na angielskiej publiczności. Elwes był pod wrażeniem jej muzyki już odkąd po raz pierwszy zetknął się z nią prawie 20 lat wcześniej, w 1893 roku w Brukseli. Czuł, że pokazali „wielką oryginalność i jak na wiek kompozytorki, doskonały warsztat”. Elwes spotkał się z Poldowski ponownie w 1903 roku w Brukseli; poświęciła mu wtedy dwa utwory. Koncert prezentujący jej pieśni planowany w USA w 1921 roku odwołano, ponieważ Elwes zginął w wypadku kolejowym w Bostonie.
Wiosną 1912 roku przeprowadziła się do Brukseli, kiedy to królowa Belgii Elżbieta wyraziła pragnienie, by usłyszeć artystkę. Towarzyszyła Émile’owi Chaumontowi podczas premiery swojej Sonaty skrzypcowej d-moll, którą zadedykowała Octave’owi Mausowi. Następnie występowała w Paryżu z bliskim przyjacielem, francuskim pianistą Lazare’em Lévym, z którym poznała się w klasie fortepianu Miss Ellis. W 1923 Lévy zaprezentował po raz pierwszy jej utwór na fortepian solo zatytułowany Caledonian market. W styczniu 1912 r. jej przyjaciel Henry Wood prowadził premierę jej Suite miniature i Nocturnes podczas Koncertów Niedzielnych. W 1913 roku wróciła do Brukseli, żeby po raz ostatni towarzyszyć Jane Bathori-Engels w czterech pieśniach do słów Verlaine’a.
W 1916 Poldowski i jej rodzina przeszli na rzymski katolicyzm.
W 1919 roku, w Queen’s Hall, Henry Wood towarzyszył kompozytorce na premierze jej utworu fortepian i orkiestrę „Pat Malone’s Wake”.
Kompozytorka poważnie zachorowała jesienią 1913 roku. W sierpniu 1919 Poldowski przeniosła się do USA, gdzie opublikowała swoją „operę symfoniczną” Silence mimo poważnych problemów finansowych. Rozwiodła się z mężem w 1921 roku.
W 1922 wróciła do Londynu. Do grona jej stałych gości zaliczali się dramaturg Alfred Sutro, mezzosopranistka Marguerite d'Alvarez, dyrygent Eugène Goossens, syn, klawesynistka Violet Gordon-Woodhouse, skrzypek Paweł Kochański i kompozytor George Gershwin.
Zainicjowana przez nią w 1923 roku seria koncertów południowych w Hyde Park Hotel w Londynie, znana jako Międzynarodowe koncerty La Libre Esthétique, przyciągała takich artystów jak Arthur Rubinstein, Jacques Thibaud i London String Quartet. Otworzyła także butik z modą haute couture, który przygotował kilka kreacji dla brytyjskiej rodziny królewskiej. W 1925 podczas tournee po Hiszpanii otrzymała w prezencie diamentową bransoletkę od króla i królowej Hiszpanii.
Zachorowała na poważne zapalenie płuc, jej prawe płuco zostało usunięte, a ona sama zmarła na atak serca.

## Muzyka
Poldowski była utalentowaną kompozytorką pieśni. Jej styl pokazuje silny wpływ Claude’a Debussy’ego. Opracowała 22 francuskie teksty Paul Verlaine’a, a także teksty angielskie Williama Blake’a, W.B. Yeats, Alfreda, Lorda Tennysona i innych.

## Twórczość

### Pieśni do tekstówPaula Verlaine’a
- Trois mélodies sur des poésies de Paul Verlaine
  - 1. Dimanches d’avril
  - 2. Bruxelles
  - 3. En sourdine
- À Clymène
- A poor young shepherd
- Brume
- Circonspection
- Colombine
- Cortège
- Crépuscule du soir mystique
- Cythère
- Dansons la gigue!
- Effet de neige
- Fantoches
- Impression fausse
- L’attente
- Le faune
- L’heure exquise
- Mandoline
- Spleen
- Sur l’herbe
- Nous deux (Donc, ce sera par un clair jour d’été)

### Pieśni do tekstów innych autorów
- Berceuse d’Armorique (Anatole le Braz)
- Dans une musette (Marie Closset)
- Down by the Salley Gardens (W. B. Yeats)
- La passante (do własnego tekstu)
- Nocturne (des cantilènes) (Jean Moréas)
- Pannyre aux talons d’or (Albert Victor Samain)
- Sérénade (Adolphe Ratté)
- Soir (Albert Victor Samain)

### Pozostałe dzieła
Zaliczają się do nich:
- Silence
- Laughter
- Nocturnes
- Tenements
- Pat Malone’s Wake
- Suite miniature de chansons à danser[17][18]
- Caledonian Market
- The Hall of Machinery – Wembley
- Sonatina
- Study
- Violin Sonata in D minor
- Berceuse de l’Enfant mourant
- Largo
- Phryne
- Tango[19]; nagrane przez Jaschę Heifetza[20]

Wiele z jej większych dzieł zaginęło. Pełny katalog dzieł zawierający również utwory niepublikowane, sporządzony przez Davida Mooneya, dostępny jest w SMI Music Theses Register.

## Twórczość
- Tango – Jascha Heifetz, violin ; Emanuel Bay, piano (nagranie 1946, RCA)
- Poldowski, mélodies [27 utworów] – Élise Gäbele, sopran; Philippe Riga, fortepian; Sylvain Cremers, obój miłosny (2006, Musique en Wallonie MEW 0741)[22]
- A Verlaine songbook [5 utworów] – Carolyn Sampson, sopran; Joseph Middleton, fortepian (2016, SACD BIS Records)[23]
- Poldowski Art’songs [23 utworów] – Angelique Zuluaga, sopran; Gwendolyn Mok, fortepian;  Ryan Zwahlen, obój miłosny; Alexsander String Quartet (2016 Delos DE 3538)[24]
- Poldowski re/imagined, 22 mélodies sur les poèmes de Paul Verlaine – Ensemble 1904: Jazmin Black-Grollemund, sopran; Angélique Charlopain, skrzypce; Jérémie Decottignies, kontrabas; David Jackson, fortepian i aranżacje (2016, Resonus Classics RES10196)[25][CD booklet]
- Irena Regina Wieniawska vel Poldowski - utwory na skrzypce i fortepian / works for violin and piano - Art Chamber Duo - Jarosław Pietrzak - skrzypce, Julita Przybylska-Nowak - fortepian (2020, Grantor CMP, GCD 003)